# Cloreto de irídio(III)
Cloreto de irídio (III) é o composto químico inorgânico de fórmula IrCl3. Este sal e seu hidrato relacionado são os principais materiais de partida para a maior parte da química do irídio. O sal anidro é um sólido cristalino verde escuro, o qual é muito higroscópico. Ele normalmente é encontrado como um hidrato não estequiométrico de número CAS [14996-61-3] o qual tem um conteúdo de água altamente variável.